# Petra (mascota paralímpica)
Petra (4 de octubre de 1984) fue la mascota de los Juegos Paralímpicos de Barcelona de 1992. Fue creada por el valenciano Javier Mariscal, con un diseño innovador y vanguardista que se alejaba de las mascotas en silla de ruedas.

## Historia

### Diseño
El mismo Mariscal pensó en un primer diseño de Petra como candidata para ser la mascota de los Juegos Olímpicos aunque finalmente él mismo desestimó esta opción, al igual que desestimó otras opciones como una gamba risueña y otra mascota llamada Palmerito. A medida que fue tomando unas formas corporales más definidas así como volumen, se hizo apta para representar los Juegos Paralímpicos. Precisamente es uno de sus caracteres gráficos más evidentes que la hicieron apta para ser la mascota de los Juegos Paralímpicos y es que Petra es la representación estilizada de una niña sin brazos. Este hecho hace que el diseño sea sensibilizador ya que evidencia la capacidad de superación, aparte de ser una notable solución estética. Según su creador Petra tiene asumida su discapacidad y es ágil y grácil en sus movimientos. Además, quiere representar la voluntad, el esfuerzo y el compañerismo que se relaciona con el deporte paralímpico, lo que le confiere un marcado carácter reivindicativo.
Petra está inspirada en la artista chilena Lorenza Böttner, amiga de Mariscal.
Petra viste una camiseta azul con el cuello blanco y una falda roja con el logotipo de los Juegos Paralímpicos en el lado izquierdo. Lleva zapatos blancos con lo que parecen calcetines azules. En la cara tiene dos rayas negras cortas que representan los ojos y tres rayas negras largas para el flequillo. En la parte baja de la cara tiene los labios, formados por una línea curva con un pequeño corazón negro en medio. De la cabeza sobresalen dos cabellos, uno a cada lado. El cabello de la derecha lleva un complemento, y a partir de éste, el cabello se ramifica en tres cabellos. Esta parte parece una mano, y en algunos diseños lo utiliza como tal.
Fue lanzada oficialmente en 1991.

### En los Juegos Paralímpicos de Barcelona 1992

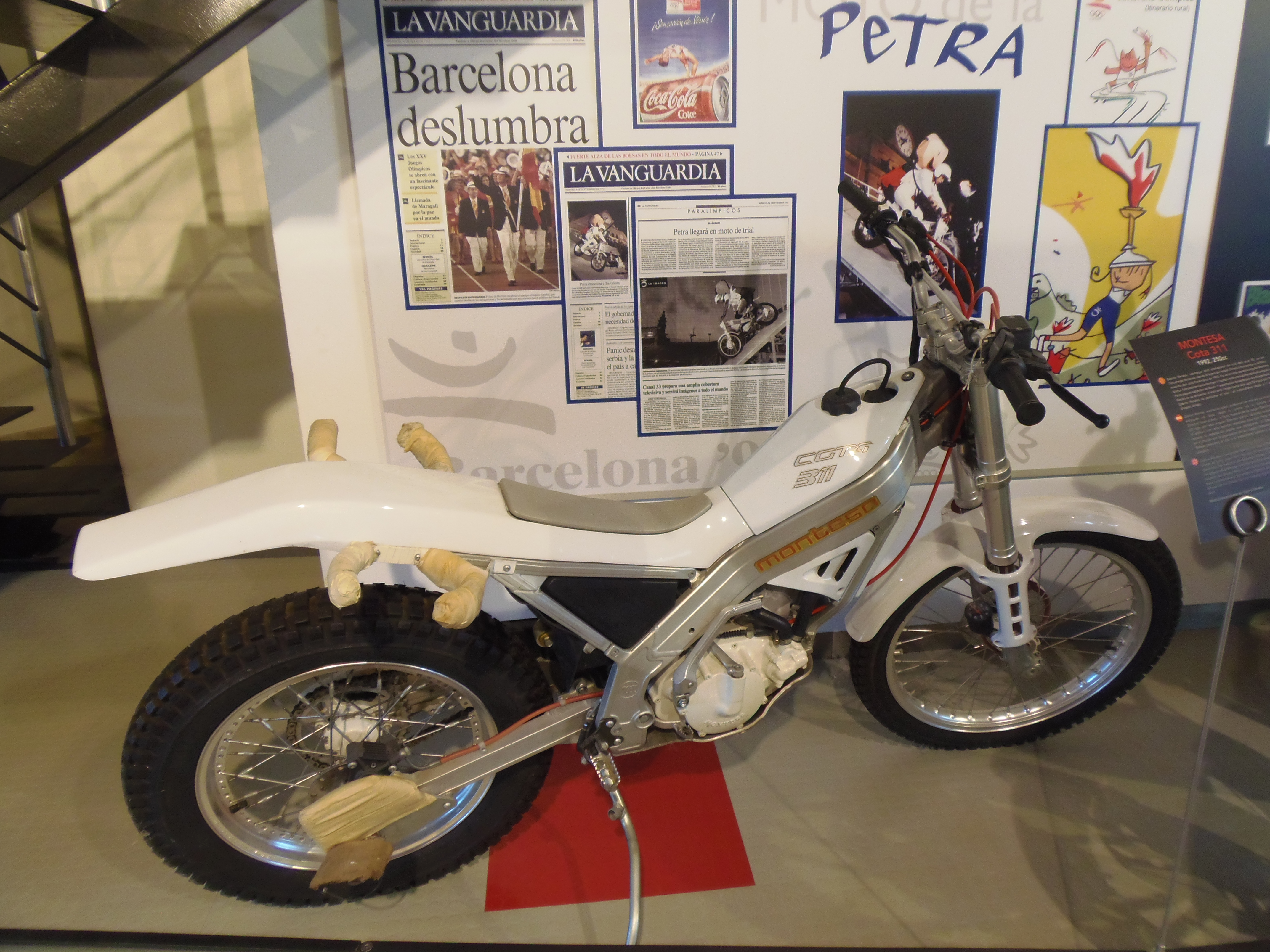
La moto, una Montesa Cota 311, que llevó a Petra durante la ceremonia de apertura. En las imágenes de fondo: fotos de la mascota.

En la ceremonia de inauguración, Petra, encarnada por Lorenza Bötner, formó parte del espectáculo apareciendo montada en una moto conducida por el motorista de trial Gabino Renales, que la fue a buscar detrás del reloj que se encuentra sobre la puerta de Maratón del Estadio Olímpico. A continuación el motorista, acompañado de la mascota, llevó a cabo un descenso hasta el nivel del suelo, dieron una vuelta al estadio y, finalmente, Petra se despidió de Renales con un beso y se quedó en el escenario, lugar donde comenzó un espectáculo con cavellets.
En cuanto a la ceremonia de clausura, Petra apareció encima de la moto de Mágic Andreu. A continuación, éste realizó un juego de ilusionismo y la hizo desaparecer, haciéndola reaparecer al otro lado del Estadio.

### The Cobi Troupe
Petra es una de los amigos de Cobi, la mascota de los Juegos Olímpicos de Barcelona de 1992. Juntos aparecen en la serie de dibujos animada The Cobi Troupe, junto a Jordi, Lydia, Cachas, Nosi y Bicho (un gato).